# 我的ID是江南美人
《我的ID是江南美人》（：／），為韓國JTBC於2018年7月27日起播出的金土連續劇。本劇改編自Naver webtoon的同名網路漫畫，由崔成範導演與《心懷叵測的恢單女》崔秀英作家合作打造。本劇講述從小因為長相醜陋而受欺凌的女主角在整容後，以為能夠過上新生活，卻在進入大學後經歷與夢想中完全不同的挫敗，在過程中找到真愛的故事。台灣由LINE TV播出。

## 演員陣容

### 主要人物
| 演員                                     | 角色   | 香港配音                | 介紹 |
| 林秀香 （青年：全敏書）                  | 姜美來 | 石梓晴                  | 1999年9月25日出生，子龍國中畢業，因為考上了韓國大學化學系，夢想成為一個出色的調香師。童年時因肥胖和外貌飽受同學的欺凌，於是決定減肥。在減肥成功以後，中學時期即向心儀對象表白，卻慘遭拒絕與外貌上的譏笑，為了能讓自己在未來過著比以往更好的生活，下定決心做了整容手術，希望變成一個像大家一樣足以擁有幸福的平凡人。然而在進入大學後，她發現面臨的事情與自己理想的截然不同，更被稱作「整容怪物」及「江南美人」，喜歡都炅錫，是都炅錫的女友。                                                                      |
| 車銀優 （童年：文佑鎮） （青年：申準燮） | 都炅錫 | 杜景煜 （童年：顧詠雪） | 1999年9月15日出生，曾短暫就讀子龍國中，因外貌天然英俊而吸引很多人注目，但性格卻令人難以接近，並不會做任何令自己不舒服的事。他的母親於10歲時拋棄了他，雖然看似有著為國會議員的父親使他生活富足，但內心的空虛卻無法填滿，進入大學後，他遇到了中學同學美來，但轉變而成的美麗外貌反而使他失望，卻依然在意美來，更不時出手解困。同時與不再想記起的母親重逢。喜歡姜美來，是姜美來的男友。 |
| 趙宇麗 （童年：李彩允）                  | 玄秀雅 | 楊樂瑤                  | 1999年出生，具有稀有天然美貌的女生，也因此容易引來男人暗戀，外表看似清純無害，實際上是個心機很重和善於撒謊的女人。十分懂得利用言詞和楚楚可憐的外表來討好和引起別人的同情特別是男性，為了維持好身材也常常用催吐的方式，之後被美來、泰熙、藝娜發現而形象受創。表面上對美來很友善，但卻時常在背後陷害和利用她，對總能洞悉其意圖的炅錫非常在意，貌似喜歡都炅錫，實則不喜歡都炅錫。某日被同學鄭東元攻擊後，開始改變自己的行為態度，並重新積極面對人生，後來休學。                                                     |
| 郭東延                                   | 連宇英 | 郭湛深                  | 1993年出生，大學學長，2013年入學，在學校努力工作與對化學的熟練程度也得到了教授們的認可，更成功地勝任成為化學系的助教並獨自承擔教導新生的職責。對美來一見鍾情，為人貼心，總是在學弟妹遭受到不平等待遇的那一刻出面緩解事情，非常關心新生們的就學狀況。本身為人較內斂，不會輕易袒露自己心思。家境貧窮，故靠著獎學金和不斷打工賺取學費。當見到美來被欺負時，他總是會做好身為一個學長的本分，用盡全力幫助她，之後跟都炅錫成為室友，喜歡美來但告白被拒絕，最後祝福炅錫和美來能有好結果。在結局時與吳鉉貞處於曖昧關係。 |

### 美來周邊人物
| 演員   | 角色   | 香港配音 | 介紹 |
| 禹賢   | 姜太植 | 楊啟健   | 美來父親，任職計程車司機。年輕時具有良好商業技能，但在其後事業一蹶不振轉職為司機。雖然一直對女兒外貌不符合社會主流審美感到愧疚，但在剛開始得知女兒整容以後一時之間無法接受，導致兩人關係頓時變得尷尬許多。幸好後來經由母親的勸說，父親也逐漸接受並理解美來做了手術的這件事情，兩人關係也慢慢變回穩定。 |
| 金善華 | 羅恩心 | 陳子瑩   | 美來母親，漂亮的美容保險從業員，憑著外貌獲得不少保險訂單。因她深知不堪的外貌對女兒的影響，故十分支持女兒去整容，但因此與丈夫有著很大的分歧，在後期慢慢說服了美來父親，也得以讓家庭氣氛重回以往的和樂。                                                                                                 |
| 閔都凞 | 吳鉉貞 | 何凱怡   | 子龍中學畢業生，美來的朋友，在美來人生裡除了父母以外最照顧美來的人，中學時曾多次被美來在數學方面作指導，與美來同為室友，也與美來就讀相同一所大學。暗戀宇英學長。大學心理學科新生，夢想成為嘻哈音樂家。                                                                                                 |

### 都炅錫周邊人物
| 演員   | 角色   | 香港配音 | 介紹 |
| 朴珠美 | 羅慧星 | 姜嘉蕾   | 炅錫和炅熙的媽媽，Korea Kellun代表，依然美麗的47歲女性。在最漂亮時與相元結婚，但後來兩人對追求理想和家庭責任起衝突而在10年前離婚。因多年前被都相元毆打，而令其嗅覺失靈。                                                |
| 朴成根 | 都相元 | 郭俊廷   | 炅錫和炅熙的父親，連任三屆的國會議員，經常對外營造和藹可親及慈父的形象，為自己競選作勢。羅慧星的前夫，對事業心重的她感到不滿而在10年前和其離婚。                                                                        |
| 金志珉 | 都炅熙 | 黃穎誼   | 炅錫的妹妹，出生富裕但在缺乏母愛的環境下成長而顯得孤獨，對許多事物感到彆扭的國會議員千金。 因為內心空虛，經常戴面具當起直播主，並在直播中炫富。比起父親，更喜歡、也更親近哥哥炅錫，害怕因為學習成績差而被送到外國讀書。 |
| 李太善 | 徐柳鎮 | 簡懷甄   | 1991年出生，與炅錫親近的哥哥、好友。喜歡喝酒，在大學附近開了一家酒吧，拒絕繼承家業被女友拋棄，酒吧經營困難面臨關店危機。 最後出售酒吧，但以兼職身分繼續留下。                                                           |
| 鄭明勳 | 鄭英木 |          | 都相元的助手，後被解僱，轉職為金英裴議員的助理。 |

### 韓國大學其他同學
| 演員   | 角色   | 香港配音 | 介紹 |
| 朴柔娜 | 柳恩   | 姜嘉蕾   | 1996年出生，重考三年，今年錄取化學系成為新生，一年級系代表。由於家境一般，故需要靠著自己打工來獲得零用錢。與姜美來還有崔正芬是交情不錯的同學，成熟和時尚的性格獲得很多女性朋友，同時透過人脈網絡知道很多人的秘密，故成為同級同學間的協調和傾訴渠道，也是第一個發現秀雅秘密的人。在秀雅被東元騷擾一事後，主動與秀雅親近其，成功令其改變價值觀。 |
| 吳希俊 | 金燦宇 | 郭俊廷   | 1993年出生，2013年入學化學系的學長，綽號狗大爺，曾中途停學。經常藉著參與新生活動結識女同學，曾因此接近被起訴。在2018學年中對美來和秀雅有興趣，並試圖追求她們，利用自己身為學長的身份經常在後輩們面前擺架子，是一個十分惹人厭的傢伙，被都炅錫拖進廁所打之後綽號變成“臭拖把”。                                                                   |
| 金道延 | 張元浩 | 黃尉斯   | 化學系新生，母胎單身的男生，並不懂表達自己的愛意，原本喜歡秀雅。曾向秀雅表白失敗。後被秀雅誤會偷拍並上傳秀雅照片，加上秀雅當眾承認喜歡都炅錫，覺得被秀雅無視，而對秀雅死心。 |
| 金恩秀 | 金成雲 |          | 化學系新生，只是談過一次戀愛便自封為愛情專家，並試圖依照電影和小說橋段談戀愛的男生，跟元浩要好。 |
| 徐智慧 | 盧敏雅 | 何凱怡   | 化學系的學姐，與高藝娜等人在新生晚會時與都炅錫在同一小組。 |
| 裴多彬 | 權允星 | 梁瑞芬   | 化學系很有個性及愛中性打扮的學姐，二年級系代表，個性豪邁，喜歡宇英學長卻不知如何表達愛意。 |
| 李藝琳 | 金泰熙 | 王夢華   | 1998年出生，化學系二年級的學姐，樣貌可愛，但因為身材稍微豐腴，常常被學長與男同學改名為「肉泰熙」，喜歡具泰英並且告白成功，但因為秀雅的關係交往一段時間後就分手。在結局時拒絕其復合要求。 |
| 白秀敏 | 高藝娜 | 顧詠雪   | 化學系的學姐，喜歡都炅錫的冷酷個性。 |
| 鄭勝惠 | 崔正芬 | 陳子瑩   | 1999年出生，化學系的新生，跟美來和柳恩交情不錯，對柳鎮一見鍾情，為了不讓柳鎮經營的酒吧有任何虧損，識破了在柳鎮酒吧打工的女子是小偷的事實，儘管前期不被柳鎮信任導致其誤會，但為人正直與善心也讓柳鎮主動與她認錯發生的誤會並對她有了初步的好印象。現時與柳鎮處於初步發展階段。                                                                   |
| 鄭惠蓮 | 李智孝 | 黃穎誼   | 化學系的新生，跟秀雅要好，曾經撿到炅錫的手機。得悉秀雅依靠催吐來維持體態後，便立即和其疏遠，轉為與正芬、元浩和成雲友好。 |
| 咸聖敏 | 鄭東元 | 唐浩民   | 化學系的新生，喜歡秀雅。平時常常上網分享自己與秀雅的互動，並偷拍秀雅照片後上傳至網路論壇，又因秀雅的貓和自己同名，而誤以為秀雅愛上自己進而產生佔有慾。某日對秀雅的不滿突然爆發，不僅毆打秀雅，還持實驗用的稀硫酸玻璃瓶，對秀雅的臉潑灑稀硫酸。實質瓶內裝水。                                                                                   |
| 劉基山 | 具泰英 | 楊啟健   | 學生會長，原本跟金泰熙交往，但因為秀雅影響的關係最後分手收場。在結局時要求向泰熙復合，但被拒絕。 |
| 崔盛元 | 宋正浩 | 趙錦標   | 化學系17級，喜歡高藝娜，之後決定去當兵。 |
| 金以璘 | 趙正協 | 楊耀泰   | 化學系3年級系代表，之後成為代理學生會長，也因為秀雅被偷拍的事而跟金燦宇打架。 |

### 其他人物
| 演員   | 角色   | 香港配音 | 介紹 |
| 孫榮順 |        | 顧詠雪   | 玄秀雅的奶奶。 |
| 李采京 |        |          | Korea Kellun公司職員。 |
| 朴尚奕 | 李秀賢 | 鄧晟鈞   | Korea Kellun本部長 |
| 余運福 | 朴教授 | 趙錦標   | 連宇英的指導教授。 |
| 金基秀 | 朴勇哲 | 唐浩民   | 玄秀雅instagram上的朋友、美來的中學同學及告白的對象，對美來的外貌很排斥，曾當面稱呼她「姜獸人」。 |
| 文勇一 | 柳民英 | 楊啟健   | 和朴勇哲一起到化學系酒屋的同學。 |
| 安秀浩 |        | 楊耀泰   | 羅慧星過去的職場上司。 |
| 韓海林 | 尹秀京 | 王夢華   | Korea Kellun代理，針對韓國大學化學系學生開設的實驗課程擔任講師。 |
| 印星浩 |        | 簡懷甄   | 電影院顧客，坐在美來和炅錫後排，看到他們身穿國中同校的制服卻直接在公眾場合做出情侶互動，誤以為他們真的是國中生逕自出言批評，顯擺出「國中年紀的學生不應該談戀愛」的主觀態度，儘管說話音量較小卻還是被美來聽到了，並慘遭駁斥。 |
| 金美惠 |        | 黃穎誼   | 化妝店職員。 |
| 金雨珍 | 敏宇   | 郭浩勤   | 美來兼職時的同事。 |

### 特別出演
| 演員     | 角色       | 香港配音 | 介紹 | 出演集數 |
| 李英愛   | 李英愛     | 姜嘉蕾   | 韓國大學舊生，出現於新生入學的影片中，給18級新生鼓勵和打氣的話。                                           | 1        |
| 嚴弘吉   | 嚴弘吉     | 簡懷甄   | 韓國大學舊生，出現於新生入學的影片中，給18級新生鼓勵和打氣的話。                                           | 1        |
| Lucky    | Lucky      | 郭湛深   | 電視人，韓國大學經濟學系（01級）。                                                                         | 1        |
| 安尙泰   |            |          | 搭乘姜太植的計程車之乘客。                                                                                 | 1        |
| 朴旻智   | 雅凜       | 姜嘉蕾   | 知道柳鎮放棄繼承家產後而與他分手的女生。                                                                   | 2        |
| 崔成範   | 香水店老闆 | 郭湛深   | 美來和鉉貞前往購賣製作香水材料的香水店老闆。                                                               | 4        |
| Junoflo  | Junoflo    | 楊啟健   | Korea Kellun舉辦試香宴邀請的饒舌歌手。 同時也是吳鉉貞最愛的歌手之一，第五集邀請吳鉉貞至自己的錄音室。      | 4、6     |
| 尹寶拉   | 尹寶拉     | 梁瑞芬   | Korea Kellun首次邀請的韓國模特兒。                                                                         | 5        |
| Tiger JK | Tiger JK   | 楊耀泰   | 饒舌歌手，同時也是吳鉉貞最愛的歌手之一。 吳鉉貞受邀至Junoflo公司時，Junoflo找來一起聽吳鉉貞RAP的饒舌歌手。 | 6        |
| Bizzy    | Bizzy      |          | Tiger JK開設的娛樂公司Jungle娛樂旗下的歌手。                                                               | 6        |
| 黃載根   | 杰諾       | 楊啟健   | 沙勒曼美妝店院長，想開高價邀請炅錫成為自己店內的男模特兒。                                                 | 11       |
| 全鎮基   | 牧師       | 黃尉斯   | 徐柳鎮的爸爸，大型教會牧師，都相元的朋友。                                                                 | 4、9、16 |

## 原聲帶
- Part.1（發行日期：2018年8月6日）

| 曲序 | 曲目                  | 演唱      | 时长 |
| ---- | --------------------- | --------- | ---- |
| 1.   | Love Diamond          | Weki Meki | 2:55 |
| 2.   | True                  | RUNY      | 3:17 |
| 3.   | Love Diamond（Inst.） |           | 2:55 |
| 4.   | True（Inst.）         |           | 3:17 |

- Part.2（發行日期：2018年8月10日）

| 曲序 | 曲目                             | 演唱   | 时长 |
| ---- | -------------------------------- | ------ | ---- |
| 1.   | Perfume (You Are My...)          | Celine | 4:40 |
| 2.   | Perfume (You Are My...)（Inst.） |        | 4:40 |

- Part.3（發行日期：2018年8月11日）

| 曲序 | 曲目           | 演唱 | 时长 |
| ---- | -------------- | ---- | ---- |
| 1.   | NO NO          | Owol | 3:24 |
| 2.   | NO NO（Inst.） |      | 3:24 |

- Part.4（發行日期：2018年8月17日）

| 曲序 | 曲目               | 演唱            | 时长 |
| ---- | ------------------ | --------------- | ---- |
| 1.   | Something          | George & 姜慧仁 | 3:49 |
| 2.   | Something（Inst.） |                 | 3:49 |

- Part.5（發行日期：2018年8月24日）

| 曲序 | 曲目           | 演唱               | 时长 |
| ---- | -------------- | ------------------ | ---- |
| 1.   | D-Day          | 鄭基高（Junggigo） | 3:27 |
| 2.   | D-Day（Inst.） |                    | 3:27 |

- Part.6（發行日期：2018年8月25日）

| 曲序 | 曲目                | 演唱      | 时长 |
| ---- | ------------------- | --------- | ---- |
| 1.   | Always You          | Jin Minho | 4:17 |
| 2.   | Always You（Inst.） |           | 4:17 |

- Part.7（發行日期：2018年8月31日）

| 曲序 | 曲目                     | 演唱   | 时长 |
| ---- | ------------------------ | ------ | ---- |
| 1.   | Rainbow Falling          | 車銀優 | 4:17 |
| 2.   | Rainbow Falling（Inst.） |        | 4:17 |

- Part.8（發行日期：2018年9月7日）

| 曲序 | 曲目              | 演唱            | 时长 |
| ---- | ----------------- | --------------- | ---- |
| 1.   | Let's Go          | A-YEON 、ChaHee | 3:15 |
| 2.   | Let's Go（Inst.） |                 | 3:15 |

- Part.9（發行日期：2018年9月15日）

| 曲序 | 曲目             | 演唱            | 时长 |
| ---- | ---------------- | --------------- | ---- |
| 1.   | Holiday          | Melody Day 麗恩 | 3:51 |
| 2.   | Holiday（Inst.） |                 | 3:51 |

## 劇集配樂
PSY - New Face (第01集)

MOMOLAND - BBoom BBoom (第01集)

Yerin Baek(백예린)-Bye bye my blue (第01集)

Apink - Mr.chu(第01集）

MAMAMOO - Starry night(第01集) 

IKON - Love Scenario (第02集)

Produce101 S2 - Pick me (第03集)

TWICE - What is Love? (第06集) 

LAYSHA - Pink Label (第10集)

Gfriend - Sunny Summer (第11集)

防彈少年團 - The Truth Untold (柏林酒吧)

防彈少年團 - Fake Love (柏林酒吧)

TWICE - Dance The Night Away

## 收視率
| 集數       | 播出日期   | 標題                 | AGB收視率        | AGB收視率      |
| 集數       | 播出日期   | 標題                 | 大韓民國（全國） | 首爾（首都圈） |
| ---------- | ---------- | -------------------- | ---------------- | -------------- |
| 1          | 2018/07/27 | 從今天起變漂亮       | 2.885%           | 3.049%         |
| 2          | 2018/07/28 | 本來就要漂亮才可以   | 3.302%           | 3.509%         |
| 3          | 2018/08/03 | 明明不知道           | 3.066%           | 3.355%         |
| 4          | 2018/08/04 | 該遇見的人總會相遇   | 4.027%           | 4.061%         |
| 5          | 2018/08/10 | 臉蛋天才的逆襲       | 3.326%           | 3.837%         |
| 6          | 2018/08/11 | 我要選擇你           | 3.612%           | 3.415%         |
| 7          | 2018/08/17 | 男性朋友             | 3.963%           | 4.784%         |
| 8          | 2018/08/18 | 原始本能             | 4.392%           | 4.542%         |
| 9          | 2018/08/24 | 20歲的生存記         | 4.391%           | 5.046%         |
| 10         | 2018/08/25 | 就算是男朋友也沒關係 | 5.022%           | 5.549%         |
| 11         | 2018/08/31 | 你的ID是江南美人     | 4.492%           | 4.598%         |
| 12         | 2018/09/01 | 你不喜歡我嗎         | 5.436%           | 5.825%         |
| 13         | 2018/09/07 | 是初戀啊             | 4.768%           | 5.513%         |
| 14         | 2018/09/08 | 秘密戀愛             | 5.033%           | 5.265%         |
| 15         | 2018/09/14 | 我的男友叫都炅錫     | 4.832%           | 5.783%         |
| 16         | 2018/09/15 | 雖然還不懂人生       | 5.753%           | 6.186%         |
| 平均收視率 | 平均收視率 | 平均收視率           | 4.269%           | 4.647%         |

- 收視最低的集數以藍色表示，收視最高的集數以紅色表示，而空格則表示該集的收視沒有相關數據。

## 同時段競爭節目
週五時段劇集
- tvN 金曜連續劇：《Big Forest》
- OCN 週末經典連續劇：《火星生活》、《Voice2》

## 提名及獲獎列表
| 年度 | 頒獎典禮           | 獎項       | 入圍者 | 結果 |
| 2018 | 第11屆韓國電視劇節 | 男子新人賞 | 車銀優 | 獲獎 |
| 2018 | 第11屆韓國電視劇節 | 韓流明星賞 | 車銀優 | 獲獎 |
| 2018 | 第11屆韓國電視劇節 | 年度明星賞 | 趙宇麗 | 獲獎 |

## 漫畫相關信息
- 漫畫作者淇萌琪在大學選修的課程的某一堂課中有一個環節是必須依據教授給的關鍵字來創造角色。某日教授給的關鍵字為「江南美人」[註 6]，但後面的副標題居然是「大醬女」[註 7]，作者不滿教授把整過容的女性與「愛慕虛榮」相提並論而創作了漫畫《我的ID是江南美人（朝鲜语：내 ID는 강남미인!）》。

## 外部連結
- 韓國JTBC官方網站 （页面存档备份，存于）
- 在Disney+上觀看《我的ID是江南美人》

| JTBC 金土劇                             | JTBC 金土劇                                       | JTBC 金土劇 |
| --------------------------------------- | ------------------------------------------------- | ----------- |
|                                         | 我的ID是江南美人 （2018年7月27日－2018年9月15日） |             |
| Sketch （2018年5月25日－2018年7月14日） | 第3種魅力 （2018年9月28日－2018年11月17日）       |             |

| 香港 Now劇集台 每日 22:00 - 23:00                                                                     | 香港 Now劇集台 每日 22:00 - 23:00                 | 香港 Now劇集台 每日 22:00 - 23:00               |
| --- | ------------------------------------------------- | ----------------------------------------------- |
| | 我的ID是江南美人 （2019年2月24日－2019年3月16日） |                                                 |
| 雖然30但仍17 （2019年2月4日－2019年2月23日）                                                          | 百日的郎君 （2019年3月17日－2019年4月11日）       |                                                 |
| 香港 ViuTV 星期一至五 20:30 - 21:30                                                                   |                                                   |                                                 |
| 男朋友 （2019年7月30日－2019年8月30日）                                                               | 我的ID是江南美人 （2019年9月2日－2019年10月2日）  | 先熱情地打掃吧 （2019年10月3日－2019年11月5日） |
| 香港 ViuTV 星期一至五 13:30－14:30 · 2020年6月25日 暫停播映 · 2020年7月1日 13:30－14:00、15:30－15:55 |                                                   |                                                 |
| 相愛穿梭千年貳：月光下的交換 （2020年4月8日－2020年5月28日）                                          | 我的ID是江南美人 （2020年5月29日－2020年7月1日）  | 金裝律師 （2020年7月2日－2020年7月30日）        |

| 印度尼西亞 Trans TV 星期一至五 18:00 - 19:30 · 5月4日 加播 大结局 | 印度尼西亞 Trans TV 星期一至五 18:00 - 19:30 · 5月4日 加播 大结局 | 印度尼西亞 Trans TV 星期一至五 18:00 - 19:30 · 5月4日 加播 大结局 |
| ----------------------------------------------------------------- | ----------------------------------------------------------------- | ----------------------------------------------------------------- |
|                                                                   | 我的ID是江南美人（原音版） （2019年4月15日－2019年5月4日）        |                                                                   |
| 百日的郎君（原音版） （2019年3月25日－2019年4月13日）             | 各位國民（原音版） （2019年5月6日－2019年5月29日）                |                                                                   |

| 臺灣 龍華偶像台 星期六 21:00 - 23:00（兩集連播）         | 臺灣 龍華偶像台 星期六 21:00 - 23:00（兩集連播）  | 臺灣 龍華偶像台 星期六 21:00 - 23:00（兩集連播） |
| -------------------------------------------------------- | ------------------------------------------------- | ------------------------------------------------ |
|                                                          | 我的ID是江南美人 （2019年11月2日－2020年1月11日） |                                                  |
| 俗女養成記（重播時段） （2019年9月28日－2019年10月26日） | 浪漫醫生金師傅2 （2020年2月1日－2020年4月18日）   |                                                  |

| 新加坡 新傳媒朝陽頻道 星期六 13:00 - 15:00（兩集連播） | 新加坡 新傳媒朝陽頻道 星期六 13:00 - 15:00（兩集連播） | 新加坡 新傳媒朝陽頻道 星期六 13:00 - 15:00（兩集連播） |
| ------------------------------------------------------ | ------------------------------------------------------ | ------------------------------------------------------ |
|                                                        | 我的ID是江南美人（原音版） （2020年1月4日－2020年3月） |                                                        |
| 新时段                                                 | —                                                      |                                                        |

| 臺灣 東森戲劇台 星期一至五 23:00 - 00:00   | 臺灣 東森戲劇台 星期一至五 23:00 - 00:00         | 臺灣 東森戲劇台 星期一至五 23:00 - 00:00     |
| ------------------------------------------ | ------------------------------------------------ | -------------------------------------------- |
|                                            | 我的ID是江南美人 （2021年1月28日－2021年3月1日） |                                              |
| 繼承者們 （2020年12月22日－2021年1月27日） | 怪咖！文主廚 （2021年3月2日－2021年3月29日）     |                                              |
| 臺灣 東森綜合台 星期一至五 19:00 - 20:00   |                                                  |                                              |
| —                                          | 我的ID是江南美人 （2021年 - 2021年3月2日）       | 怪咖！文主廚 （2021年3月3日－2021年3月30日） |